# ۲۷۹ (پیش از میلاد)
۲۷۹ (پیش از میلاد) ۲۷۹مین سال قبل از تقویم میلادی است.